# Лландидно
Лланди́дно (валл. Llandudno, МФА: [ɬanˈdɨ̞dnɔ]) — місто на півночі Уельсу, в області Конві.
Населення міста становить 14 872 особи (2001).